# بوجا بيدي
بوجا بيدي (بالإنجليزية: Pooja Bedi)‏ (من مواليد 11 مايو 1970 في مومباي، الهند) هي ممثلة هندية ومضيفة لبرنامج حواري تلفزيوني وكاتبة في الصحف. و ابنة الممثلين الهنود كبير بيدي وبروتيما بيدي.

## وصلات خارجية
- بوجا بيدي على موقع IMDb (الإنجليزية)
- بوجا بيدي على موقع أول موفي (الإنجليزية)
- بوجا بيدي على موقع قاعدة بيانات الفيلم (الإنجليزية)